# Herred
Herred är en bebyggelse väster om Gällinge, i Gällinge socken i Kungsbacka kommun. SCB avgränsar här en småort sedan 2023